# Listen Lester
Listen Lester er en amerikansk stumfilm fra 1924 af William A. Seiter.

## Medvirkende
- Louise Fazenda som Arbutus Quilty
- Harry Myers som Lester
- Eva Novak som Mary Dodge
- George O'Hara som Jack Griffin
- Lee Moran som William Penn
- Alec B. Francis som Dodge
- Dot Farley som Miss Pink